# Dominio di primo livello
In informatica e nelle telecomunicazioni, il dominio di primo livello, in inglese top-level domain (TLD), è l'ultima parte del nome di dominio Internet. Corrisponde alla sigla alfanumerica che segue il punto più a destra dell'URL; per esempio, l'indirizzo Internet di Wikipedia è wikipedia.org, quindi la parte dell'indirizzo web che ricade entro il dominio di primo livello è org.

## Classificazione
La Internet Assigned Numbers Authority (IANA) classifica attualmente i domini di primo livello in tre tipi differenti:
- domini di primo livello nazionali (country code top-level domain o ccTLD): usati da uno stato o una dipendenza territoriale. È costituito da due lettere, per esempio it per l'Italia o eu per l'Unione europea;
- domini di primo livello generici (generic top-level domain o gTLD): usati (almeno in teoria) da particolari classi di organizzazioni (per esempio, com per organizzazioni commerciali). Tale suffisso è di tre o più lettere. La maggior parte dei gTLD sono disponibili in tutto il mondo, ma per ragioni storiche gov, mil e edu sono riservati rispettivamente al governo, alle forze armate e agli enti educativi statunitensi;
- domini di primo livello infrastrutturali (infrastructure top-level domain): questo tipo di dominio di primo livello arpa è l'unico esistente.

## Pseudo-domini di primo livello
All'inizio, Internet era solo una delle tante reti geografiche che esistevano. I computer connessi ad altre reti, come Bitnet, CSNET o UUCP quando si scambiavano dati, o e-mail, attraverso Internet (usando appositi gateway) usavano degli indirizzi con pseudo domini, tipo bitnet, csnet o uucp; tuttavia questi non sono reali domini di primo livello e quindi non esistono nei server DNS. Ad oggi, di queste reti solo la UUCP è ancora usata, in minima parte, tutti gli altri computer usano i tradizionali domini internet.
La rete di comunicazioni anonime Tor ha uno pseudo dominio onion che è raggiungibile solo attraverso un client Tor.

## Domini di primo livello riservati
La RFC 2606 riserva i seguenti quattro domini di primo livello per scopi specifici per evitare che siano di uso comune nella rete:
- example: riservato agli esempi;
- invalid: riservato all'uso nei domini palesemente invalidi;
- localhost: riservato per evitare conflitti con l'uso tradizionale di localhost;
- test: riservato ai test.

## Nuovi TLD
A seguito di una risoluzione del 2014 dell'ICANN, i nuovi TLD registrati devono implementare i seguenti record DNS apex A, MX, TXT e SRV – dove <TLD> sta per TLD registrato – per almeno 90 giorni:
```
<TLD>. 3600 IN MX  10      your-dns-needs-immediate-attention.<TLD>.
<TLD>. 3600 IN SRV 10 10 0 your-dns-needs-immediate-attention.<TLD>.
<TLD>. 3600 IN TXT         "Your DNS configuration needs immediate attention see https://icann.org/namecollision"
<TLD>. 3600 IN A           127.0.53.53

```

Questo requisito ha lo scopo di evitare collisioni di nomi di dominio quando vengono registrati nuovi TLD. Ad esempio, i programmatori potrebbero aver utilizzato domini locali personalizzati come foo.bar o test.dev, che si sarebbero scontrati con la creazione di gTLD .bar nel 2014 e .dev nel 2019. A partire da agosto 2021, i domini di primo livello con questi record di apice speciali sono .arab, .cpa, .politie e .watches.
Sebbene ciò crei record DNS apici di tipo A e MX, non si qualificano come un dominio senza punti, poiché i record non dovrebbero puntare a server reali. Ad esempio, il record A contiene l'IP 127.0.53.53, un indirizzo di loopback (vedi Indirizzamento IPv4 §), scelto come mnemonico per indicare un problema relativo al DNS, poiché il DNS utilizza la porta 53.